# Lịch sử ra đời tiền giấy
Tiền giấy thực sự ra đời ở Trung Quốc, thời Bắc Tống. Tuy nhiên, những hình thức sơ khai của nó, đã có từ thời cổ đại ở nhiều nơi trên thế giới.

## Các hình thức sơ khai
Ở Mesopotamia cổ đại người ta đã sử dụng draft (một loại giấy tờ bảo đảm cho thóc lúa dự trữ trong kho) trong thanh toán như tiền. Ở Hy Lạp, đơn vị tiền giấy cổ xưa được sử dụng là drachma (xuất phát từ drama = 1 kg thóc). Ở Nhật Bản thời phong kiến cổ, đồng tiền giấy lấy cơ sở là lúa gạo của 1 năm bằng 1 koku. Và Ai Cập cũng đã sử dụng tiền giấy vào thế kỷ 1 trước công nguyên.
Còn tiền giấy Trung Quốc được sử dụng từ thế kỷ VII dưới triều đại nhà Đường. Khi ấy hệ thống tiền tệ chính của Trung Quốc vẫn là tiền xu tròn lỗ vuông và tiền vàng, bạc. Xuất phát từ hoạt động của các hiệu cầm đồ, kim hoàn nhận giữ tiền hộ khách hàng, người ta nghĩ ra cách thanh toán bằng những tờ giấy chứng nhận gửi tiền để dễ vận chuyển và an toàn trong sử dụng. Tiền ngày ấy được gọi là "phi tệ" vì nó nhẹ. Đến thế kỷ X, tiền giấy Trung Quốc đã được sử dụng rất rộng rãi trên địa bàn rộng lớn và đã có một hệ thống thanh toán ngân hàng khá hoàn chỉnh.

## Tiền giấy chính thức ở Trung Quốc
Ở Trung Quốc vua Đường Cao Tông (650–683) phát hành tiền giấy lần đầu tiên, được công nhận là tiền tệ trong thế kỷ thứ 10. Vào khoảng năm 1300 tiền giấy cũng được ban hành ở Nhật Bản, Ba Tư và Ấn Độ.
Năm 1023, triều đình Bắc Tống đã chiếm lấy quyền phát hành tiền giấy, lập Giao Tử Vụ tại Ích Châu, đến năm 1024 phát hành "Quan Giao Tử" từ 1 đến 10 quan. Năm 1033 Giao Tử cải lại làm hai loại: 5 quan và 10 quan. Năm 1068, Giao Tử lại cải thành hai loại: 1 quan và 500 đồng. Rồi ngày càng phát triển rộng ra. Năm 1069, lập Giao Tử vụ tại Lộ Châu, phát hành Giao Tử tại lộ Hà Đông. Năm 1071, phát hành Giao tử tại Thiểm Tây. Rồi Giao tử cải thành "Tiền dẫn", thành "Hội tử", thành "Giao sao"….
Khi ấy người châu Âu hầu như không biết gì về Trung Quốc. Một sự kiện rất nổi tiếng và được coi là đem lại những hiểu biết đầu tiên của châu Âu về Trung Quốc là cuộc phiêu lưu của một người Italia tên là Marco Polo đến Trung Quốc vào thế kỷ XIII. Cuộc phiêu lưu này được chính Marco Polo kể lại bằng một cuốn hồi ký làm xôn xao dư luận châu Âu thời đó vì vô vàn những điều mới lạ. Trong đó, ông có trình bày về cách sản xuất và lưu hành tiền giấy. Khi đó, tiền giấy là một điều hoàn toàn mới lạ ở châu Âu, nhiều người tỏ ra không tin và nghi ngờ giá trị của một loại tiền được hời đóng cửa nhiều trung tâm tài chính lúc đó. Từ đó tiền giấy Trung Quốc hầu như không được nhắc đến nữa.

## Tiền giấy thời nhà Hồ Việt Nam
Thời nhà Hồ ở Việt Nam đã ban hành tiền giấy năm 1396. Đó là một thời điểm rất sớm so với lịch sử tiền giấy nhưng chính sách ban hành tiền giấy đó không hề được đánh giá là tiến bộ.
Sử cũ chỉ chép lại rằng: "mùa hạ, tháng 4 năm Bính Tý, niên hiệu Quang Thái năm thứ 9 (1396) (khi đó Hồ Quý Ly chưa cướp ngôi nhà Trần) bắt đầu phát hành tiền giấy "Thông bảo hội sao". In xong, hạ lệnh cho người đem tiền đến đổi, cứ 1 quan tiền đồng đổi lấy tiền giấy 1 quan 2 tiền. Thể thức tiền giấy: Giấy 10 đồng vẽ rong; 30 đồng vẽ sóng; 1 tiền vẽ mây; 2 tiền vẽ rùa; 3 tiền vẽ lân; 5 tiền vẽ phượng; 1 quan vẽ rồng. Ai làm giả phải tội chết, tịch thu điền sản vào nhà nước. Cấm hẳn tiền đồng không được chứa và tiêu riêng; đều thu lại chứa tại Ngao Trì, chứa tại kinh thành và ở trị sở các xứ. Ai phạm thì cũng phải tội như trên".
Như vậy là đồng tiền giấy này đã được đưa vào trong lưu thông một cách triệt để. Nó khác hẳn tiền giấy của Trung Quốc, chỉ lưu thông rất hạn chế. Không hiểu khi đó Hồ Quý Ly lấy ý tưởng độc đáo này ở đâu vì trước đó không có tiền lệ lịch sử ở đâu làm điều tương tự. Chỉ biết rằng chính sách này của Hồ Quý Ly là nhằm mục đích thu thập kim loại làm vũ khí cho chiến tranh. Cách phát hành tiền là đổi hoàn toàn tiền cũ lấy tiền mới, nên về lý thuyết nó không ảnh hưởng gì tới giá trị đồng tiền mà thậm chí đó là một tư tưởng tiến bộ giúp tiết kiệm kim loại và sử dụng tiền thuận tiện hơn. Tuy nhiên, cũng chỉ bằng lý luận cũng đã thấy ngay sự không hợp lý của chính sách này, đó là sự vi phạm quy luật phù hợp giữa hình thức và nội dung. Sự ra đời của tiền giấy đâu có dễ dàng, đâu phải cứ ban hành một điều luật bắt buộc mà được. Sự ra đời tiền giấy phải có những tiền đề kinh tế của nó, phải trải qua những giai đoạn thai nghén trung gian để có được lòng tin của dân chúng, có cơ chế điều hành của hệ thống tài chính - ngân hàng. Và vì vậy, thực tế chính sách tiền giấy của Hồ Quý Ly đã hoàn toàn thất bại.
Lịch sử đã ghi nhận: vừa mới ban hành tiền giấy, nhà nước đã ban hành một chính sách độc đoán hơn cả tính chất độc đoán sẵn có của tiền giấy: Cấm hẳn tiêu tiền kim loại. Thực tế, đến năm 1403 tức sau bảy năm ban hành, tiền giấy vẫn không được ưa dùng, và do nhà nước cấm tiền đồng, nhân dân buộc phải trao đổi theo hình thức hàng đổi hàng. Nhà nước đã phải định giá tiền giấy cho trao đổi, lập điều luật định tội không tiêu tiền giấy.
Nhà nước ngoài việc dùng pháp luật cưỡng bức còn đưa ra nhiều biện pháp khác cố làm cho đồng tiền đó được lưu hành rộng rãi trong nhân dân. Năm 1401, Hồ Hán Thương đặt kho Thường bình, phát tiền giấy cho các lộ, theo thời giá đong thóc chứa vào kho ấy. Năm 1402, định lại các thuế về tô ruộng, theo đó: Triều đình trước mỗi mẫu thu 3 thăng thóc nay thu 5 thăng nhưng nộp bằng tiền giấy thì được giảm đi. Thuế đinh cũng tương tự, thu bằng thóc thì thu nặng hơn trước nhưng thu bằng tiền giấy thì lại giảm đi. Bằng những biện pháp cưỡng bức kết hợp với khuyến khích như vậy mà tiền giấy vẫn không được lưu thông dù rất ít.
Bình luận về tiền giấy "Thông bảo hội sao", người xưa đã viết: Tiền giấy chẳng qua chỉ là một mảnh giấy vuông, phí tổn chỉ đáng năm, ba tiền mà đem đổi lấy vật đáng giá năm, sáu trăm đồng của người ta, cố nhiên không phải là cái đạo đúng mức. Vả lại, người có tiền giấy cất giữ cũng dễ rách nát, mà kẻ làm giả mạo sinh ra vô cùng, thật không phải là cách bình ổn vật giá mà lưu thông của cải của dân vậy. Quý Ly không xem kỹ đến cái gốc lợi hại, chỉ ham chuộng hư danh sáng chế, để cho tiền của, hàng hoá thường vẫn lưu thông tự nhiên ứ đọng, khiến dân nghe thấy đã sợ, thêm mối xôn xao, thế có phải là chế độ bình trị đâu.
Việc ban hành tiền giấy của nhà Hồ xem như thất bại. Cùng với sự sụp đổ của nhà Hồ, tiền giấy cũng chấm dứt lưu hành. Năm 1429, ngay năm thứ hai sau khi lên ngôi, Lê Thái Tổ đã cho đúc tiền kim loại trở lại, nhân dân lại quay trở lại dùng tiền này.
Tiền giấy "Thông bảo hội sao" nhà Hồ ban hành như một bông hoa trái mùa nên nhanh chóng lụi tàn. Tuy nhiên chính sách tiền tệ của nhà Hồ là một bài học lịch sử đắt giá của đất nước . Nhất là những chính sách ban hành đồng tiền mới ngày nay có nhiều điều phải học hỏi không thừa.

## Tiền giấy hiện đại ra đời ở châu Âu
Những giấy bạc đầu tiên của châu Âu được ra đời vào năm 1483, nó được phát hành trong bối cảnh người Tây Ban Nha bị bao vây bởi những người Moors. Ngoài ra cũng có giả thuyết cho là việc xuất hiện những tờ tiền làm bằng giấy bồi gồm nhiều dạng trị giá khác nhau được sản xuất vào năm 1574 bởi những công dân bị vây hãm thuộc thành Leyden. Cả thành phố Leyden và Middelburg lúc bấy giờ đang bị người Tây Ban Nha bao vây nên thiếu bạc để đúc những đồng tiền kim loại nên họ buộc phải dùng bìa các quyển sổ của đạo Công giáo để làm vật liệu cho loại tiền giấy bồi. Tuy loại tiền giấy bồi được mô tả là loại tiền giấy lâu đời nhất của châu Âu còn giữ được, nhưng mặt khác, chúng không phải là những tờ giấy bạc thật.

### Thụy Điển
300 năm sau khi Marco Polo tường trình về tiền giấy của người Trung Hoa, Ngân hàng Stockholm Banco ở Thuỵ Điển mới phát hành những tờ giấy bạc đầu tiên. Nguyên do của việc phát hành những tờ giấy bạc này là do sự phá giá của loại tiền kim loại bằng đồng đó xuất hiện vào năm 1644. Nhằm tìm ra giải pháp hợp lý cho cán cân chi phí của giai đoạn chuyển thể kinh tế, Johann Palmstruth đã đề nghị phát hành cái gọi là "Kreditivsedla" và năm 1661 những tờ giấy bạc đầu tiên được xuất hiện từ xưởng Riskdaler và Daler. Người ta cho rằng những tờ tiền này bao gồm những loại có chỉ số giá trị được viết bằng tay. Đợt phát hành lần thứ hai vào năm 1662 - 1664 các chỉ số được in một cách cẩn thận hơn, và lần thứ ba được phát hành vào năm 1666 - có xem xét gia tăng một cách đáng kể theo đơn đặt hàng. Phỏng chừng có đến 60 tờ giấy bạc có các đơn vị 10, 25, 50 và 100 Daler bạc được lưu giữ lại.

### Anh
Cùng vào thời gian đó tại Anh, người ta cũng được biết đến những tờ giấy bạc Goldsmith. Ngay từ thời xa xưa đó đã có hình thức ký gửi tiền. Đối với những khoản tiền gửi có lãi - thời hạn rút tiền được ấn định (có kỳ hạn). Cùng những loại ký gửi không có lãi thì được hoàn trả lại theo yêu cầu (không kì hạn). Những nhà ngân hàng phát hành ra những chi phiếu cho số tiền gửi không cần đề tên... nhằm tạo điều kiện dễ dàng cho việc chi trả số tiền ký gửi. Những chi phiếu này đã được phát hành bằng chỉ số giá trị nhỏ và tròn số, những tờ "giấy bạc" này được xem như là những tờ giấy bạc tiên phong của ngành ngân hàng.
Vào năm 1694, Ngân hàng Anh quốc được thành lập và những tờ giấy bạc đầu tiên được phát hành. Cùng lúc các đạo luật của Quốc hội được ban hành để củng cố vị trí đặc biệt của ngân hàng và các thương nhân cũng bắt đầu nhận thức được sự tài trợ của ngân hàng trong giai đoạn kinh tế khủng khoảng. Chính vì thế mà Ngân hàng Anh quốc đã thành công trong việc xác lập các nền tảng vững chắc cho mình lúc bấy giờ.

### Scotland, Nauy và Đan Mạch
Sau Anh một năm là Scotland đã thiết lập ngân hàng trung ương. Ngân hàng kế đến là Na Uy và vùng Danish, việc phát hành các tờ giấy bạc phi lãi suất đã bắt đầu xuất hiện do sáng kiến của thương nhân Thor Mohlen. Kể cả Đan Mạch vua Federic IV đã có tờ giấy bạc được sản xuất vào 18 năm sau: vào năm 1713 trong cuộc chiến tranh Bắc Âu.

### Pháp
Ở Pháp, tình trạng tài chính đang kiệt quệ, chính lý do này đã thúc đẩy vua Louis XIX áp dụng chính sách cải cách tiền kim loại đang được lưu hành. Vào năm 1703, ông ta đã chỉ thị thu hồi các đồng tiền kim khí, đóng dấu đè và tái phát hành với chỉ số giá trị cao hơn. Các biên nhận thu hồi tiền kim khí còn được gọi là coin scrip, như đã thông báo tính hợp pháp của nó. Song biện pháp này không cứu vãn được tình trạng tài chính của nước Pháp. Nợ nần chồng chất của chính phủ kéo dài dai dẳng kể cả sau khi nhà vua mất. Chính vì thế, người ta không thấy làm ngạc nhiên trước tư tưởng của John Law một người Scotland về việc phục hồi ngân sách của chính phủ, đã được hồ hởi công nhận. Law ước mong phát hành gia tăng giấy bạc và đề xướng chính sách tín dụng. Vào năm 1716, ông ta được chính phủ cho phép thiết lập Ngân hàng trung ương nhằm phát hành các đồng tiền "ECUS" dưới dạng giấy bạc.
Đến năm 1718, chính phủ tiếp quản ngân hàng. Các tờ giấy bạc được phát hành sau này nhằm trả cho các công ty "Livres Tournois" và các cổ phần hai công ty thuộc địa là "Compagnie des Indes" và "Compagnie d'Occident". Sau đó, Law đã tiến hành thực hiện một dự án tài chính và chứng khoán nguy hiểm mà hậu quả dẫn đến là một tai hoạ nghiêm trọng vào năm 1720. Ngân hàng bị đóng cửa, Law đã phải rời nước Pháp và bỏ lại các tài sản của ông ta.
Đó cũng không phải là kinh nghiệm duy nhất của nước Pháp về tiền giấy ở thế kỉ XVIII. Nền tài chính nước Pháp còn gặp phải nhiều điều bất hạnh, suy thoái kéo dài qua thời kỳ cách mạng tư sản. Việc sụt giảm các khoản lợi tức đã khiến chính phủ phải đương đầu với những yêu cầu gia tăng về các khoản chi phí phát sinh. Trong khuôn khổ dự án do Tallyran đưa ra, nhằm bảo đảm tính an toàn cho tín phiếu - mà bảo chứng của chúng là những tài sản của Giáo hội bị tịch thu. Những tờ giấy bạc của đợt phát hành đầu tiên có lãi trong khi những đợt phát hành sau đó không có. Mặt khác, nhằm làm giảm sức khan hiếm tiền lẻ, nhiều thành phố, thị trấn đã cho phát hành "loại giấy bạc tín nhiệm" (billets de confiance, tín tệ) với hàng nghìn mẫu trong lưu thông. Đối với chính phủ cũng vậy, không còn in tín phiếu với chỉ số giá trị nhỏ. Cùng một lúc phát hành tín phiếu trị giá cao đồng thời liên tục gia tăng lượng phát hành. Dưới thời Cộng hoà Pháp, các tín phiếu Hoàng gia đến lượt chúng bị thay thế. Những tín phiếu này vào năm 1795 được thay thế bằng tín phiếu đồng quan (Franc) khi hệ thống thập phân xuất hiện.
Ngày 1 tháng 1 năm 1796 đã có hơn 7 triệu Livres dưới dạng tín phiếu được đưa vào lưu thông. Trị giá của chúng chỉ đạt 0,5 của giá trị 1 xu.
Để đạt mục đích khôi phục lại lòng tin vào bản vị tiền tệ - Chính phủ Cộng hoà Pháp quyết định huỷ bỏ tín phiếu, thay vào đó phát hành một dạng tiền giấy mới "Mandats Territoriaux" phó phiếu và chuyển đổi trị giá 30 livres ăn 1 đồng. Và như vậy, "Promesses' des mandats Territoraux" được khởi đầu phát hành thay cho tín phiếu. Các Mandats thực tế được phát hành sau đó, ở một số lượng nhỏ và kể cả loại tiền giấy mới cũng không thể hãm được sự lạm phát. Dù rằng chỉ trong vài tuần đầu phát hành, giá trị của Mandats đã rớt giá xuống còn 95% trên giá trị mặt. Trước tháng 2 năm 1796, toàn bộ tiền giấy được tuyên báo là không còn giá trị.
Sau sự việc biến mất tín phiếu và Mandats, Ngân hàng Pháp quốc được thành lập năm 1800 - dưới sự ảnh hưởng của Napoleon, thoát thai từ trong những ngân hàng "Caisses des comptes courrants" (Ngân hàng tiền mặt).

### Nga
Ở Nga, ngân hàng cổ phần được thiết lập vào năm 1768. Lúc này tiền giấy đã được dư luận rộng rãi chấp nhận. Tuy nhiên, khi chính phủ bắt đầu cho lưu hành với một số lượng lớn tiền giấy trong thời kỳ cuộc chiến tranh lần thứ hai chống Thổ Nhĩ kỳ (1787 - 1792) thì sự tín nhiệm của dân chúng giảm dần và tiền giấy đi đến mất giá trị. Từ lúc ấy trở đi, Nga tiếp tục phát hành không ngừng tiền giấy chính phủ.

### Áo
Cuộc chiến của Áo dưới thời Maria Therisia và Federic đại đế liên tiếp xảy ra đã làm chính phủ Áo nợ nần chồng chất. Chính vào thời kỳ này buộc chính phủ phải lưu tâm việc phát hành tiền giấy. Và vì vậy, ngân hàng Banco del Giro ra đời vào năm 1703, khởi thủy được xem là nhằm phổ biến các quy định về việc lưu hành tiền giấy, song sự tín nhiệm vào ngân hàng này đã không đạt được như mong muốn, vì thế kế hoạch sớm bị huỷ bỏ. Chỉ khi việc quản lý ngân hàng được chuyển đổi - đến Vienna, tên gọi được đổi lại là "Wiener Stadt Banco", lúc bấy giờ ngân hàng mới lấy lại được sự tín nhiệm.
Đến năm 1759, đợt phát hành tiền giấy mang tính chất "tạm thời" bắt đầu xuất hiện và nó phải bị thay thế bởi giấy bạc thật của chính phủ phát hành vào năm 1762. Rập theo khuôn khổ những tờ giấy bạc này là kì phiếu "Bancozettel" được phát hành rộng rãi. Tuy nhiên, khi chính phủ lâm vào tình trạng nợ nần vì các cuộc chiến tranh phát sinh, thêm vào đó là việc phát hành hàng loạt các loại giấy bạc với một lượng lớn nhằm bù đắp cán cân tài chính đã làm cho giấy bạc này mất giá trị. Cuộc chiến với Pháp đã dẫn đến sự suy yếu vì các khoản nợ và chính phủ tự nhận thấy không thể nào kéo lại giá trị của giấy bạc, chỉ còn phương cách duy nhất là cải cách tiền tệ nhằm ngăn chặn tình trạng phá sản của quốc gia. Vì vậy, năm 1811, một loại tiền giấy mới ra đời với chỉ số giá trị thay đổi 1: 5 (một đồng mới ăn năm đồng cũ) và người ta gọi những tờ giấy bạc này là những tờ giấy bạc "dự kiến".
Chẳng bao lâu sau, những tờ giấy bạc này đã bị tụt giá và phải nhường chỗ cho một loại giấy bạc khác vào năm 1813. Đó là loại "giấy bạc dự báo trước tương lai một chính sách thuế khoá" (anticipation notes). Giai đoạn cuối của cuộc chiến tranh Napôlêon đã làm nảy sinh một hi vọng mới về nền kinh tế hoà bình, phát triển và ổn định tiền tệ. Vào năm 1816, ngân hàng "Austrian National script Bank" (Ngân hàng Áo quốc) được thiết lập để xác lập lại mặt ổn định giá trị cho những tờ giấy bạc mà ngân hàng phát hành.

### Đức
Ở Đức vật liệu để làm tờ giấy bạc đầu tiên được phát hành trước đó là loại tiền giấy bồi (carboard coins) mà các thành phố của Đức lúc bấy giờ như: Leyden và Middelburg đã sản xuất vào năm 1574. Khi những loại giấy bạc này được phát hành với tên gọi là "giấy bạc cấp bách" thì giấy bạc của ngân hàng Banco được phát hành năm 1705 bởi Elector Johann Wilhem được xem là giấy bạc thật đầu tiên của Đức. Elector đã thiết lập ngân hàng "Banco di Gyro d'affrancatione" mà những tờ giấy bạc thật đó tuy mang tên cá nhân nhưng có thể chuyển đổi được.
ở Ansbach Bayreuth ngân hàng "Hoch Furslich Brandenburgische" đã phát hành giấy bạc có tên gọi là "Banco billets" (giấy bạc Banco) vào giữa thế kỉ 18. Dù cho chúng được làm cùng kiểu như những loại giấy bạc của ngân hàng "Hochfurslich Brandenburg - Aspach - Bayreuthische Hof - Banco" thành lập năm 1780, thì những tờ giấy bạc này đứng về mặt giá trị hợp pháp có rất ít giá trị.
Nỗi sợ hãi của việc phá giá tiền tệ qua sự xuất hiện tiền giấy đã ăn sâu vào tâm khảm người Đức. Mãi cuối thế kỉ 18 cho đến một phần vào giữa thế kỉ 19, việc phát hành giấy bạc đại loại như vậy đã được vạch ra nhưng quyết định thi hành cứ bị trì hoãn.
Vào năm 1765, ở Phổ ngân hàng Konigliche Giro und Lehnbank được thành lập và tiền giấy đầu tiên ra đời. Những tờ giấy bạc này dưới dạng "Pound Banco" không có vai trò quan trọng trong việc lưu hành. Chỉ những giấy bạc được phát hành từ năm 1820 trở đi mới có tầm quan trọng. Ngân hàng được đổi tên là "Preussische Bank" vào năm 1847 là tiền thân của ngân hàng Reichsbank ra đời vào năm 1876.
Quan trọng hơn là vào đầu thế kỷ XIX, chính phủ Phổ đã cho phát hành "giấy bạc an toàn" (bank safe notes).

### Italia
Ở Italia, hệ thống tổ chức ngân hàng đã phát triển sớm hơn các nước khác ở châu Âu. Các biên nhận ký gửi và các tín phiếu do các ngân hàng làm ra được xem là đã xuất hiện ngay thời kỳ trung cổ như ngân hàng "Casa Di Giorgio" ở Genoa, ngân hàng "Bancodisant' Ambrogio" ở Milan và ngân hàng "Banco Dirialto" ở Venice. Qua đó, các dạng tín phiếu có thể chuyển nhượng theo dạng bối thự. Những tờ giấy bạc này được xem như là những tờ giấy bạc tiên phong trong các loại giấy bạc đương thời. Những tờ giấy bạc thật, dẫu sao chúng đã được phát hành đầu tiên vào giữa thế kỉ 18 thuộc lãnh địa Sardina. Tiếp sau đó là những tờ giấy bạc của ngân hàng Sacro Monte Delta Pieta Di Roma và những tờ giấy bạc của ngân hàng Banco Di Santo Spirito Di Roma.

### Ba Lan
Ở Ba Lan, tiền giấy xuất hiện đầu tiên vào khoảng thế kỉ 18. Những kẻ phiến loạn dưới sự lãnh đạo của Kosciuszko đã phát hành giấy bạc vào năm 1794. Với sự đập tan cuộc nổi loạn, việc phát hành tiền giấy đã phải chấm dứt. Chỉ có ở công quốc Warsaw do Napoleon sáng lập, tiền giấy được tái lưu hành. Những tờ giấy bạc này về mặt thiết trí giống với các phiếu tiền tệ Saxon.

## Bắc Mỹ
Người ta đoán rằng: tiền giấy ở châu Mĩ xuất hiện khá lâu sau châu Âu. Nhưng có điều chắc chắn giống như ở châu Âu, Bắc Mĩ bắt đầu biết đến loại tiền không có giá trị nội tại (no intrinsic value) từ những năm 1600.
Việc cung cấp tiền kim khí ở Canađa dưới thời kì thuộc địa Pháp thiếu hụt dẫn đến tình trạng kéo dài thiếu đồng tiền hợp pháp. Nhằm mục đích bảo đảm tối thiểu việc chi trả cho binh lính, những người Canađa đã tự đề ra phương sách và ứng dụng bằng cách dựng một phần tư của các lá bài đóng dấu, và có chữ ký của thống đốc cũng như của viên toàn quyền - thế là chúng được sử dụng như là tiền giấy. Vào năm 1685, loại tiền giấy có đặc tính nêu trên được đưa vào lưu thông. Điều đáng chú ý là thay vì phải thu hồi ngay các loại tiền giấy nêu trên mang tính chất lưu hành trong điều kiện cần kíp ngay sau khi việc cung cấp tiền kim khí đó được bổ sung đủ nhưng điều này đã không xảy ra. Những đợt phát hành tiếp theo bao gồm loại 1/2 lá bài hoặc là trọn tấm được tiếp tục lưu hành khắp cả thuộc địa. Loại tiền này còn được duy trì lưu hành mãi cho đến năm 1718 - 1719 và chỉ chấm dứt phát hành sau khi có quyết định thu hồi của viên thống đốc.
Ở Hoa Kỳ, tiền giấy ra đời từ khi các tiểu bang hợp nhất đòi độc lập, đó chính là đồng USD ($) được công nhận cho đến nay.